# أدريانا سكليناريكوفا
أدريانا سكليناريكوفا-كاريمبو (بالفرنسية: Adriana Karembeu)‏ من مواليد 17 سبتمبر 1971، هي عارضة أزياء وممثلة سلوفاكية، كما أنها صاحبة رقم قياسي سابق في موسوعة غينيس للأرقام القياسية باعتبارها صاحبة أطول ساقين بين العارضات الإناث (1.24 متر تقريبًا).

## النشأة
وُلدت أدريانا في برزنو وهي بلدة في وسط سلوفاكيا. لأبويها ميروسلاف سكليناريك وزلاتيكا غازديكوفا. كانت والدتها طبيبة سلوفاكية، بينما كان والدها مهندس تشيكي في الأصل من فسيتين، لديها أيضًا أخت صغيرة تدعى ناتاليا تعمل محامية في باريس. في وقت ولادة سكليناريكوفا، كان والداها طالبين، وبالتالي تم بتربيتها على يد أجدادها حتى بلغت السادسة من عمرها، واصلت سكليناريكوفا التعليق بأن والدها كان باردًا وبعيدًا عنها طوال فترة نشأتها، وأنه كان يفضل أختها.

## المسيرة المهنية

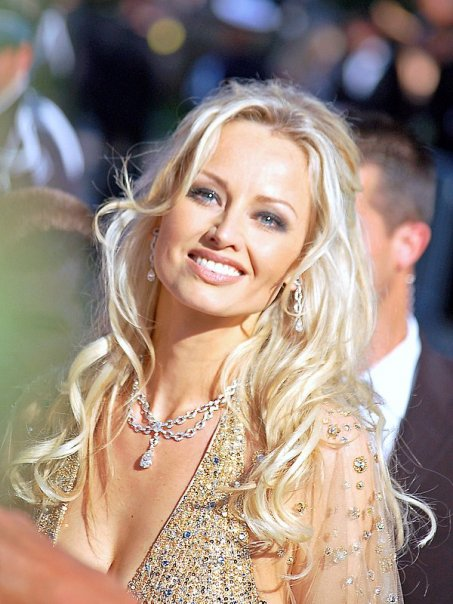
كاريمبو في مهرجان كان السينمائي عام 2006

درست أدريانا الطب في براغ لكنها سرعان ما انتقلت لعالم النمذجة وعُروض الأزياء. تعاقدت عام 1998 مع شركة عروض أزياء صغيرة من أجل العمل لصالحها. زادت شهرتها في عام 2005 عندما ظهرت في فيلم وثائقي تلفزيوني بعنوان الحروب الصدرية: طفرة شاركت في عام 2008 في فيلم ملتقى في أرض مجهولة والذي تم بثه على قناة فرنسا 2. شاركت عام 2011 كمتسابقة في الموسم الأول من برنامج الرقص مع النجوم في فرنسا.

## الحياة الشخصية

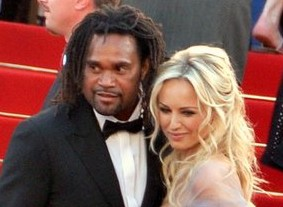
أدريانا سكليناريكوفا وكريستيان كاريمبو في مهرجان كان - 2010

ارتبطت كاريمبو بالمؤرخ الإنجليزس ميك هوكنال من عام 1994 إلى عام 1997. التقت في وقت لاحق بلاعب كرة القدم الفرنسي كريستيان كاريمبو خلال رحلتها من باريس إلى ميلانو في عام 1998. تزوّج الثنائي في كانون الأول/ديسمبر من نفس العام. في 9 آذار/مارس 2011 وخلال مقابلة لها مع المجلة الفرنسية باري ماتش؛ كشفت أدريانا أنها قد انفصلت عن زوجها منذ مدة وذكرت أن أسباب الانفصال بين الزوجين عدة لعلّ أبرزها التعرض المستمر لوسائل الإعلام و «نمط الحياة المحمومة» فضلا عن كونه مستاء من رؤية صورها مع رجال آخرين في الصحافة. رفضت أدريانا الإجابة عن المزيد من الأسئلة حول طلاقها مشيرة في الوقت ذاته إلى عدم رغبة طليقها في كشف المزيد من الأسرار حول هذا الأمر. تزوجت في حزيران/يونيو 2014 برجل الأعمال الأرمني آرام أوهانيان الذي كان صديقها منذ ثلاث سنوات. أُقيمَ الزفاف في مدينة مراكش المغربية وحضره العديد من النجوم والفنانين وكذا رجال الأعمال.

## قائمة أفلامها
| السنة | عنوان الفيلم                 | الدور          | المخرج                           | ملاحظات                         |
| ----- | ---------------------------- | -------------- | -------------------------------- | ------------------------------- |
| 1999  | في دومينيكا                  | نفسها          | تشيزاري جيجلي                    |                                 |
| 2004  | جاك باسنيشي                  | مدام كراسنا    | دوسان كلاين                      |                                 |
| 2004  | ثلاث خادمات                  | أتيتيا         | جان لوب هوبرت                    |                                 |
| 2007  | أدريانا وأنا                 | أدريانا        | وليامز كريبين                    | فيلم تلفزيوني                   |
| 2008  | أستريكس في الألعاب الأولمبية | السيدة أستريكس | فريديريك فوريستيي وتوماس لانغمان |                                 |
| 2013  | الشرطة العلمية               | كريستل         | كلير                             | مسلسل تلفزيوني (الحلقة 1)       |
| 2013  | خشبات المنزل                 | فانيسا         | كريم عدا وفرانسيس ديكيت          | مسلسل تلفزيوني (الحلقة الثانية) |
| 2014  | أعزائنا فواينس               | جنيفر          | إيمانويل ريجوت                   | مسلسل تلفزيوني (الحلقة 1)       |
| 2015  | أخير العطلة ... في البحر     | فانيسا         | كريم عدا وفرانسيس ديكيت          | فيلم تلفزيوني                   |
| 2015  | قسم البحوث دي                | تينا كبلر      | جيرار ماركس                      | مسلسل تلفزيوني (حلقة 1)         |
| 2015  | دكتور مارتن                  | أدريانا سوبوف  | ستيفان كايبس                     | مسلسل تلفزيوني (الحلقة 1)       |
| 2015  | العارِضة                      | أدريانا        | إيمانويل سابولسكي                | مسلسل تلفزيوني (الحلقة 1)       |

## روابط خارجية
- أدريانا سكليناريكوفا على موقع IMDb (الإنجليزية)
- أدريانا سكليناريكوفا على موقع ألو سيني (الفرنسية)
- أدريانا سكليناريكوفا على موقع قاعدة بيانات الأفلام السويدية (السويدية)
- أدريانا سكليناريكوفا على موقع إن إن دي بي (الإنجليزية)
- أدريانا سكليناريكوفا على موقع قاعدة بيانات الفيلم (الإنجليزية)
- أدريانا سكليناريكوفا على موقع كينوبويسك (الروسية)
- أدريانا سكليناريكوفا على موقع دليل عارضات الأزياء (الإنجليزية)
- Adriana Sklenarikova – AskMen.com
- Adriana Karembeu – likeat.me